# Sol (Automarke)
Sol ist eine Automarke in der Volksrepublik China. Es gibt auch Hinweise auf die Schreibweise Sehol (chinesisch 思皓; Sihao). Hersteller ist JAC-Volkswagen / Volkswagen-Anhui, ein Gemeinschaftsunternehmen von Anhui Jianghuai Automobile aus Hefei und der Volkswagen AG.

## Geschichte
Gegründet wurde die Markte am 24. April 2018. Mit dem Sol E20X wurde das erste Modell im Oktober 2019 in China eingeführt.
Der Name Sol selbst leitet sich von dem Wort sol ab, das in Spanisch für Sonne steht, und ist zum einen eine Hommage an die Spanisch-Wurzeln der Marke und zum anderen an die mit erneuerbaren Energien betriebenen Fahrzeuge, die das Angebot der Marke ausmachen sollen. Die Marke kommt als Kompromiss zwischen allen Teilen zustande, wobei der ursprüngliche Plan die direkte Verwendung des Seat-Markennamens vorsah, wobei die lokalen chinesischen Behörden einen Sinneswandel verneinten und die Einführung einer ganz neuen lokalen Marke forderten.
Die jüngste Aufhebung der Obergrenzen für ausländische Autohersteller, die ihre Elektrofahrzeug-Joint-Ventures in China kontrollieren, hat den Volkswagen-Konzern jedoch dazu veranlasst, eine Übernahme seines chinesischen Partners JAC Motors und des daraufhin gegründeten Joint Ventures zu prüfen.
Ab 2020 begann JAC mit der Umbenennung der Produkte der Jiayue-Serie in Sol-Fahrzeuge. Das Ergebnis waren der Sol A5, Sol X4, Sol X7 und Sol X8. Die Umbenennung ist eigentlich ein Schritt, um alle Limousinen und Crossover unter die Marke Sol zu bringen und die Marke Refine mit MPVs zu belassen.
Ab 2023 werden einige Modelle als "JAC Sehol" vermarktet. Mittelfristig soll die Marke auslaufen. Hintergrund ist die vollständige Übernahme des JAC-Volkswagen Entwicklungszentrums im November 2023 als nun eigenständige Volkswagen China Technology Company (VCTC) in Hefei (Anhui), die sich auf Elektromobilität konzentriert. Hier investiert Volkswagen 3,3 Milliarden Euro in die Entwicklung von Elektrofahrzeugen. Diese werden unter der Volkswagen ID Serie vermarktet.

## Produkte

### Sol E10X
Der Sol E10X ist ein batterieelektrisch angetriebener Kleinstwagen, das auf einer umgestalteten Version des JAC iEV6E basiert.

### Sol E20X
Der Sol E20X ist das erste von Sol produzierte Auto. Das Auto basiert auf dem JAC Refine S2, mit einer neuen Front, die an die Front eines SEAT erinnert, aufgrund der früheren Pläne, SEAT-Fahrzeuge unter der Marke Sol nach China zu bringen. Das Auto ist (zurzeit) nur in China erhältlich. Das Auto ist nur als Elektrofahrzeug erhältlich.

### Sol X4/ Sol E40X
Der Sol E40X ist das zweite Auto, das von Sol produziert wurde. Das Auto basiert auf dem JAC Refine S4, mit einem neuen Front- und Heckdesign. Der Sol X4 wurde später als Rebadge des JAC Jiayue X4 enthüllt, der ebenfalls auf dem Refine S4 basiert.

### Sol X6
Der Sol X6 ist ein 4,56 Meter langer SUV und kam im Juni 2022 in China auf den Markt.

### Sol X7
Der Sol X7 ist ein Mittelklasse-Crossover, der ursprünglich den Namen JAC Jiayue X7 trug und im Wesentlichen ein Facelift des JAC Refine S7 ist.

### Sol X8
Der Sol X8 ist ein Midsize-Crossover, der ursprünglich JAC Jiayue X8 hieß.

### Sol X8 Plus
Das 4,83 Meter lange SUV basiert auf dem X8 und wurde im August 2022 auf der Chengdu Auto Show vorgestellt.

### Sol A5/ E50A
Der Sol A5 ist eine Kompaktlimousine, die ursprünglich JAC Jiayue A5 hieß. Die Elektroversion namens E50A wurde im November 2020 vorgestellt und sollte 2021 auf den Markt kommen.

### Sol QX
Der Sol QX ist ein kompakter Crossover-SUV und der erste von Sol produzierte Neuwagen.

## Galerie

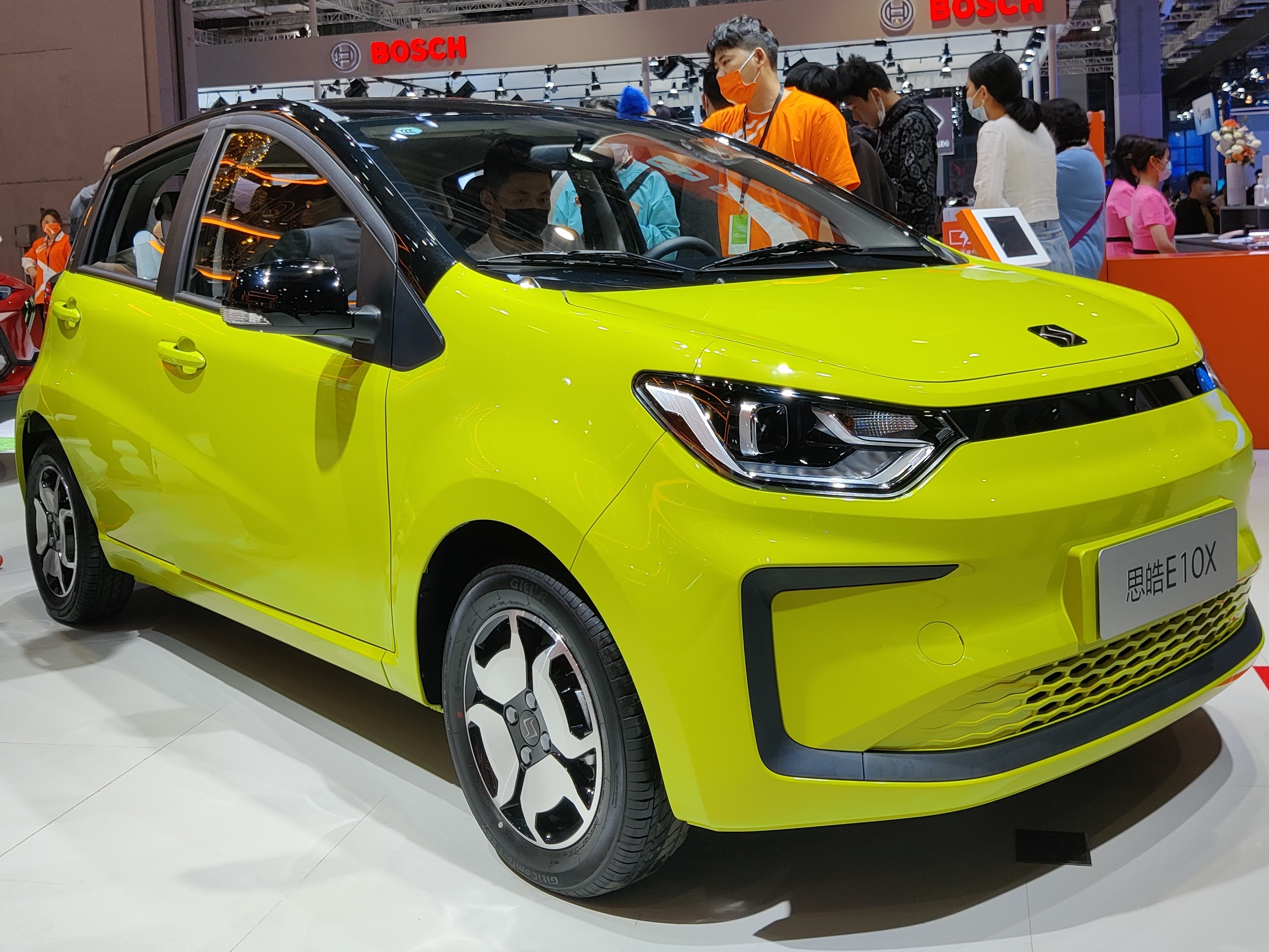
Sol E10X
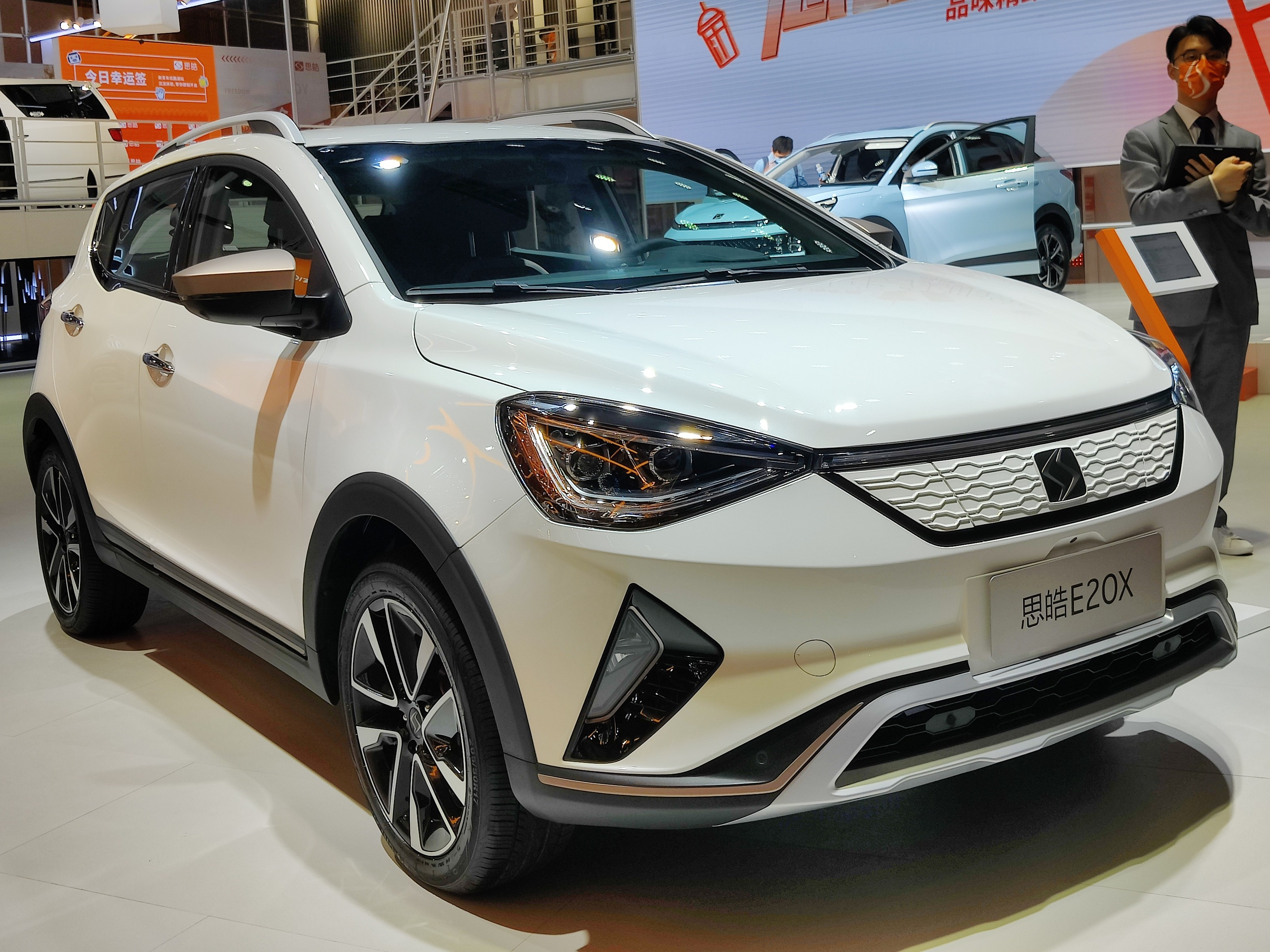
Sol E20X
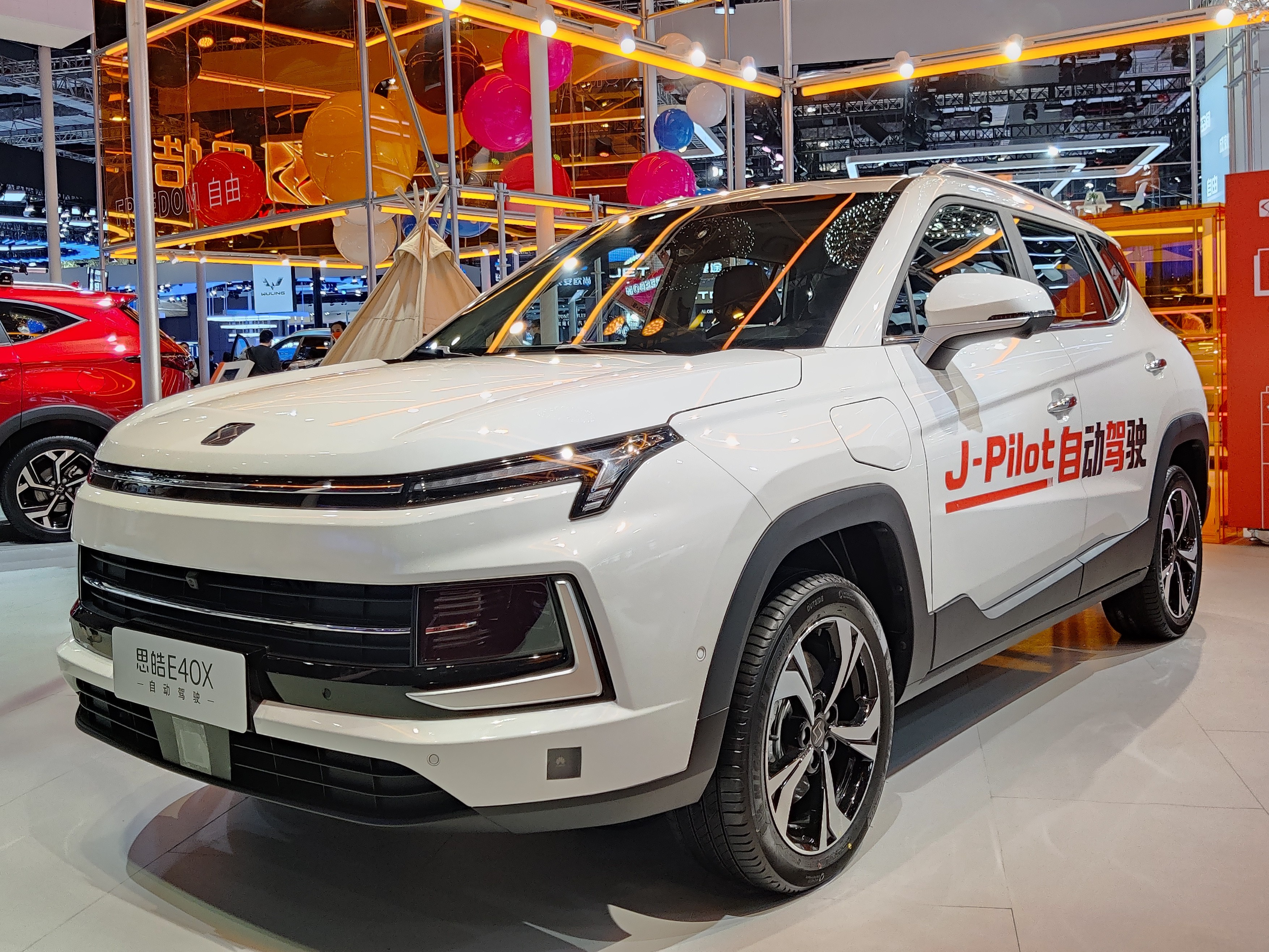
Sol E40X
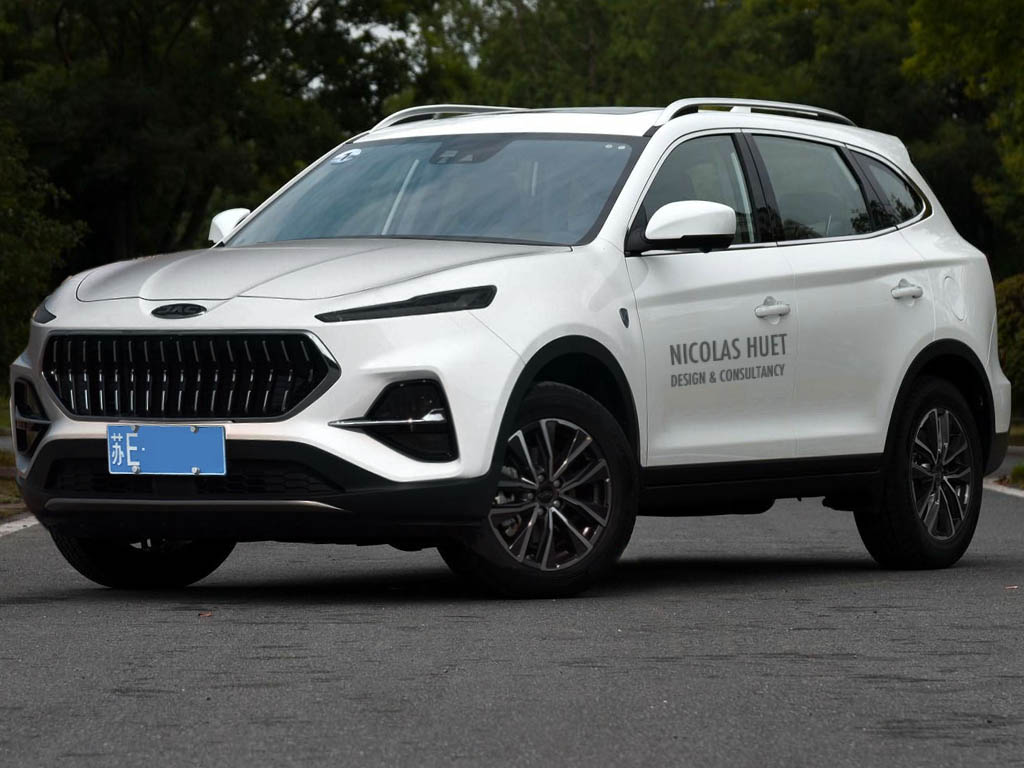
Sol X7
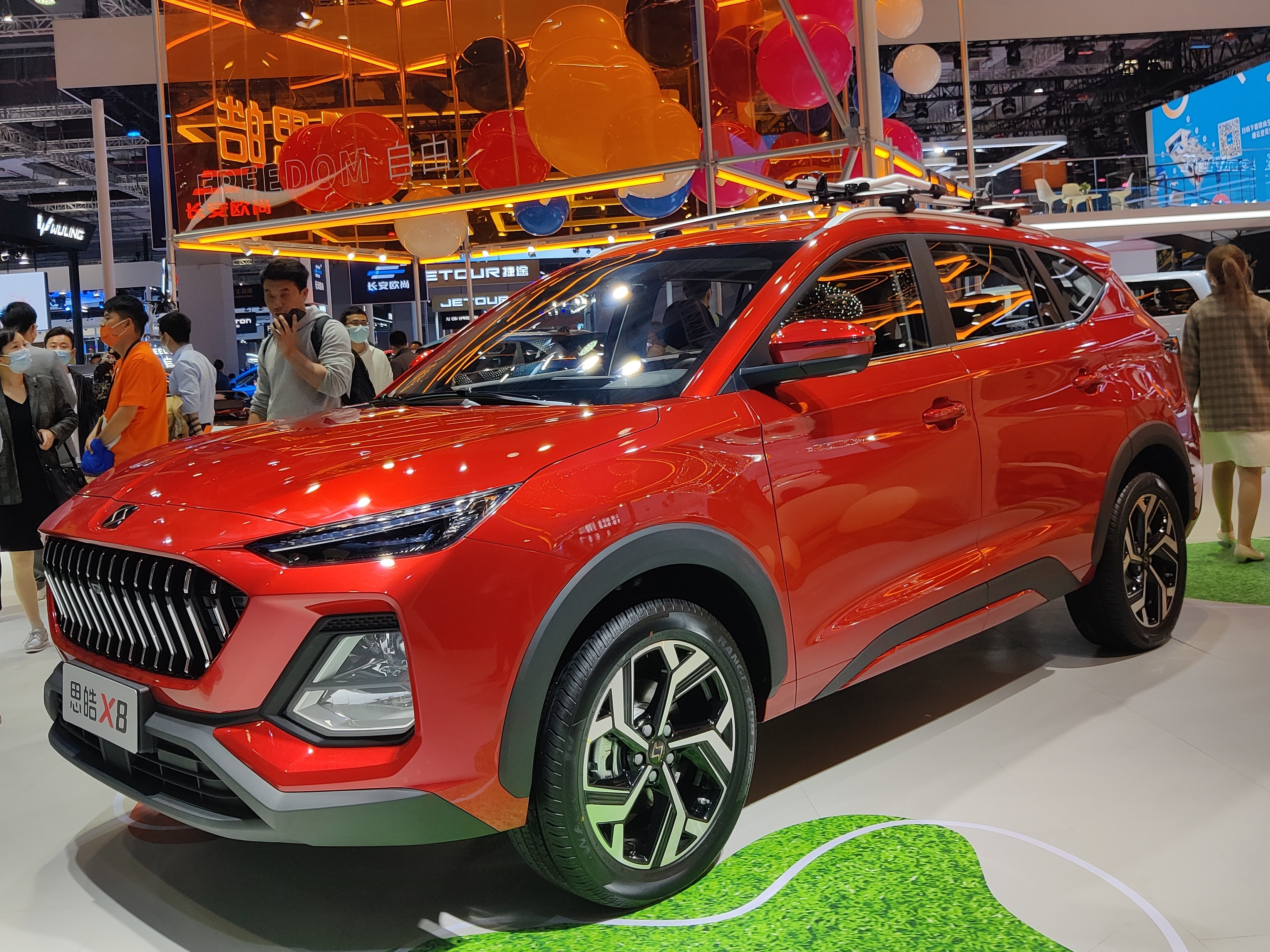
Sol X8
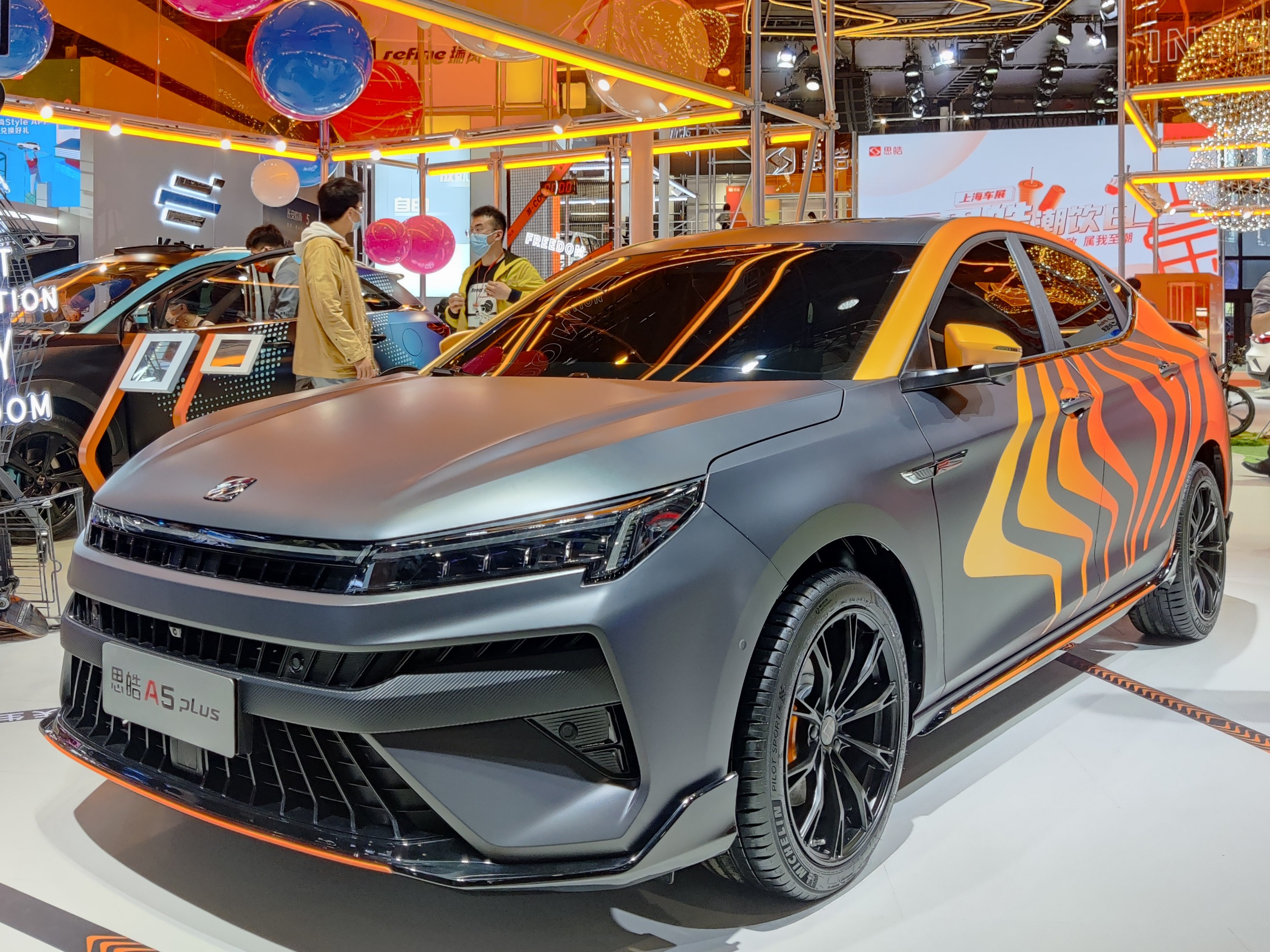
Sol A5 Plus
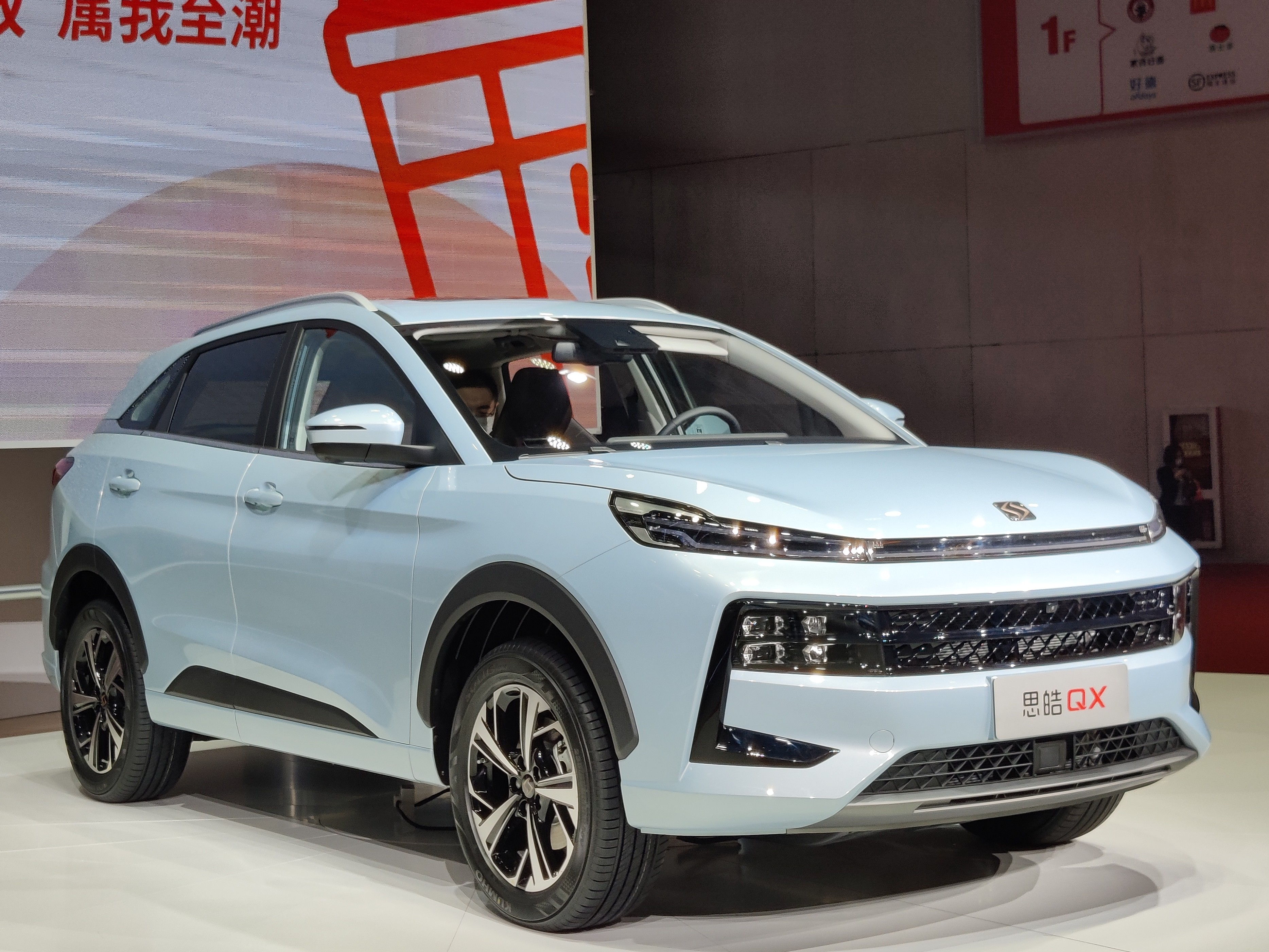
Sol QX

## Verkaufszahlen in China
Zwischen 2019 und 2021 sind in der Volksrepublik China insgesamt 149.093 Neuwagen von Sol verkauft worden. Mit 125.720 Einheiten war 2021 das erfolgreichste Jahr.
| Jahr                             |      |  | Stück   |         |
| 2019                             | 2019 |  | 1.639   | 1.639   |
| 2020                             | 2020 |  | 21.734  | 21.734  |
| 2021                             | 2021 |  | 125.720 | 125.720 |
| Verkaufszahlen in China, Quelle: |      |  |         |         |